# Pieter de Corte
Pieter de Corte (in latino Petrus Curtius; Bruges, 1491 – Bruges, 16 ottobre 1567) è stato un vescovo cattolico belga.

## Biografia
Nato nel 1591 a Bruges da Jan de Corte e Josine Bultinck, studiò all'Università di Lovanio, dapprima pedagogia e in seguito teologia. Intraprese la carriera ecclesiastica e nel 1529 diventò parroco della chiesa di San Pietro a Lovanio e nel 1530 canonico. Diventò allo stesso tempo professore di teologia nell'Università cittadina.
Il 10 marzo 1561 venne nominato primo vescovo di Bruges, diocesi appena eretta, da papa Pio IV e fu consacrato il 26 dicembre successivo nella cattedrale di San Rombaldo dal cardinale Antoine Perrenot de Granvelle, insieme a Martín Cuyper come co-consacrante. Prese possesso della sede l'8 febbraio 1562 e mantenne l'incarico fino alla morte, avvenuta a Bruges nel 1567.

## Genealogia episcopale
La genealogia episcopale è:
- Cardinale Juan Pardo de Tavera
- Cardinale Antoine Perrenot de Granvelle
- Vescovo Pieter de Corte